# Kurhaus Bad Leonfelden

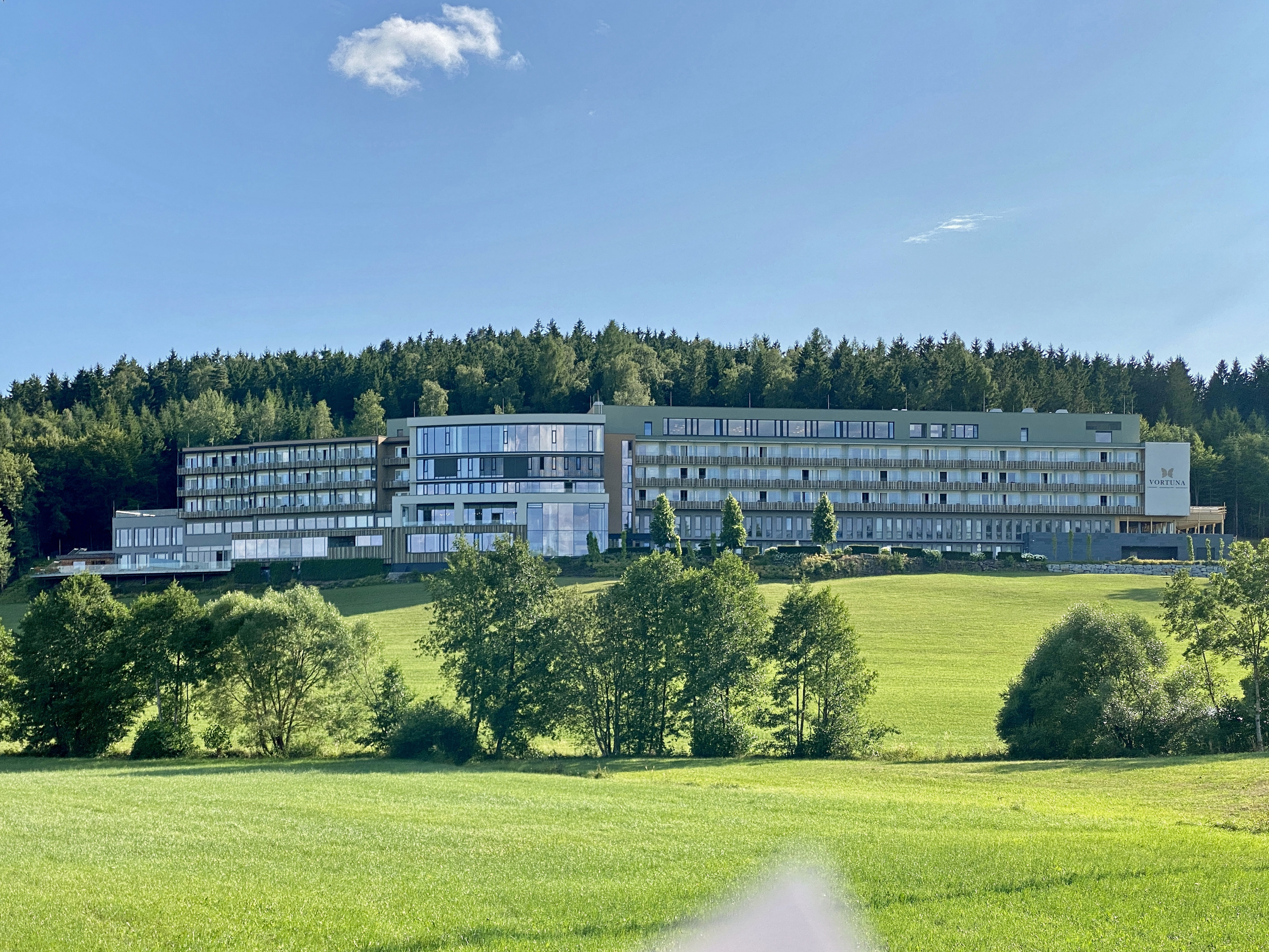
Vortuna-Gesundheitsresort in Bad Leonfelden (2023)

Das Kurhaus Bad Leonfelden (Kurhotel Bad Leonfelden, seit 2018 Vortuna Gesundheitsresort) in der Ortschaft Spielau der Stadtgemeinde Bad Leonfelden im Mühlviertel in Oberösterreich blickt auf eine lange Tradition des Moorbadbetriebes zurück, deren Wurzeln in heilsamen Moorwasser-Behandlungen im 17. Jahrhundert liegen. Das Kurhotel bildet das Herzstück des Kurbetriebs in Bad Leonfelden.

## Lage
Die Kurhausanlage befindet sich am Rande des Steinwaldes südwestlich der Stadt Bad Leonfelden und nordöstlich des Leonfeldener Moores. Zwischen dem Ort und dem Kurhaus liegen die Wiesengründe, die den dort fließenden Steinbach säumen. Hinter der Kuranlage erstreckt sich ein kilometerweiter Nadelwaldgürtel, der sich mit Wegen, Rastplätzen und Aussichtspunkten dem Kurhaus als natürlicher Kurpark anschließt. Das darin befindliche Leonfeldener Moor entstand durch geologische und klimatische Einflüsse und wird wie in Bad Großpertholz im Waldviertel zu Heilzwecken genutzt.

## Geschichte

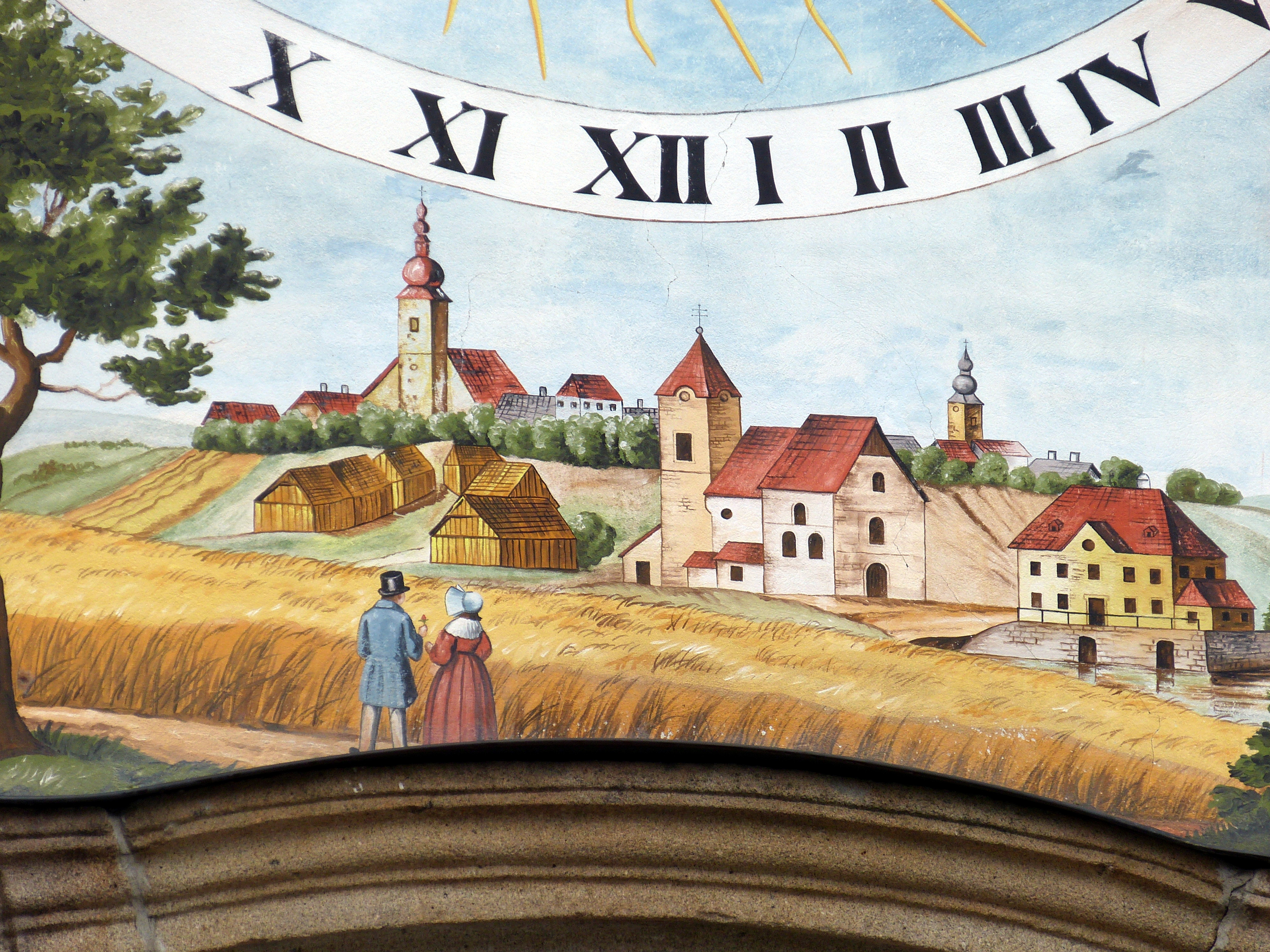
Die drei Kirchen von Leonfelden, rechts das Badhaus Bründlwagner (19. Jhdt.)

### Franzensbad
Das sogenannte „Franzensbad“ bei der Bründlquelle gilt als Vorläufer des Kurhauses. Die Bründlquelle, über der heute die Wallfahrtskirche Maria Schutz am Bründl steht, galt als so heilkräftig, dass bereits im Jahr 1662 eine hölzerne Badehütte aufgestellt wurde, die 1709 durch ein gemauertes Badhaus ersetzt wurde. Der Lebzelter Franz Kastner, der nach Bädern im Leonfeldener Moor von seiner Gicht geheilt wurde, stellte zuerst 1860 ein „Moorhüttl“ im Wald auf und erhielt 1881 die Bewilligung, im Badhaus Bründlwagner das „Franzensbad bei Leonfelden“ zu betreiben – in Anspielung sowohl auf seinen Vornamen als auch auf den berühmten böhmischen Kurort Franzensbad. Der Badebetrieb im Bründlwagner wurde zu Beginn des Ersten Weltkrieges im Jahr 1914 aber eingestellt.

### Gründung des Kurhauses

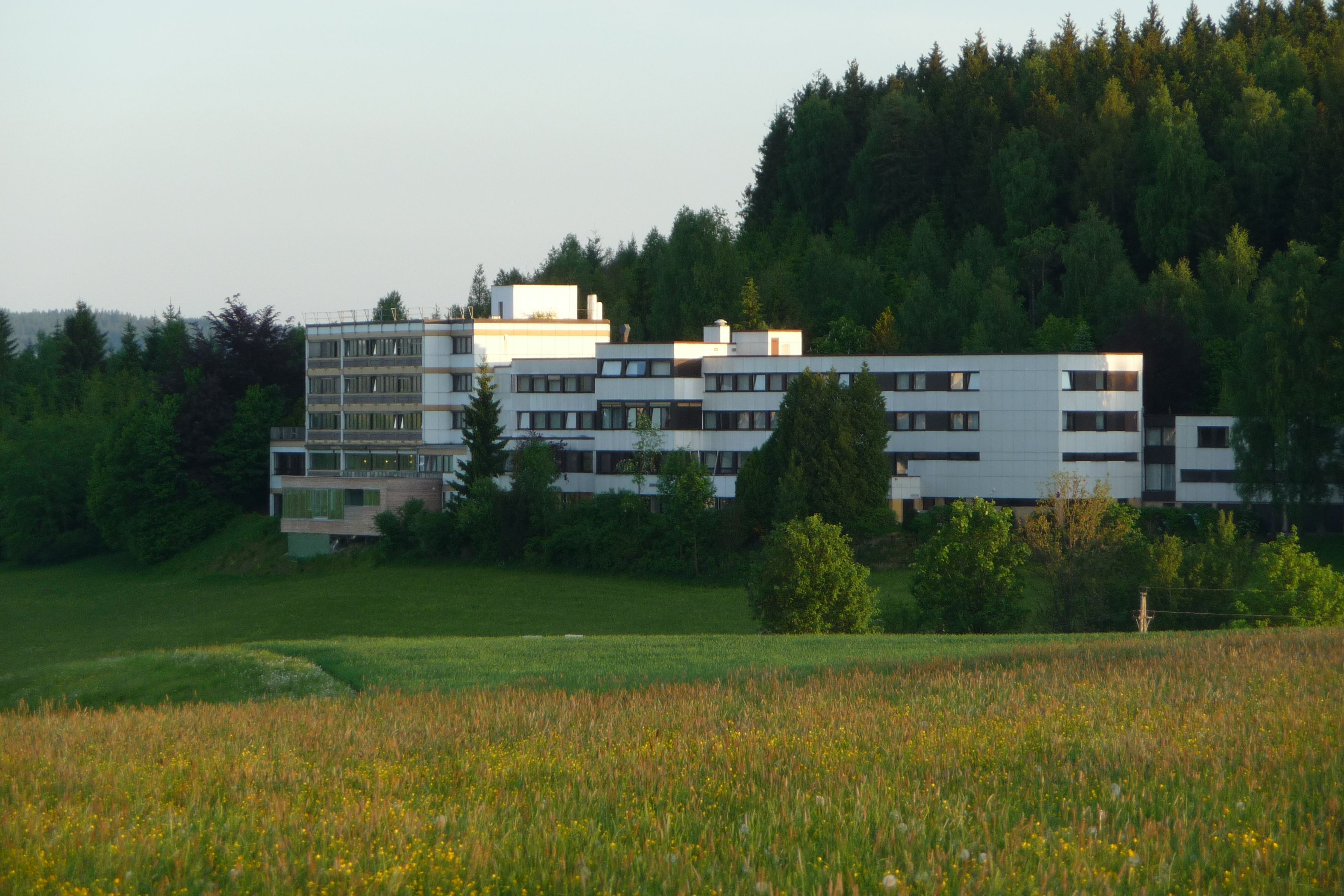
Kurhaus Bad Leonfelden (2009)

Fünf Leonfeldner Jugendfreunde, die späteren Gesellschafter des Heilbades Leonfelden, beschlossen im Sommer 1960, das mit dem Ersten Weltkrieg geschlossene Moorbad Leonfelden wieder aufleben zu lassen. Im September 1960 wurden die ersten Verhandlungen mit dem damaligen Mooranteilbesitzer Walter Kastner aufgenommen, im Oktober 1960 erfolgten die ersten Einzahlungen in die neu gegründete Heilbad-Gesellschaft. Im November 1960 wurde Architekt Hans Feichtinger aus Bad Schallerbach mit der Planung des Kurhauses beauftragt, Ende November das Baugelände und die Zufahrtsstraße vermessen. Die radioaktive Quelle „Wirtabrunn“, die das Moor speist, wurde gefasst, um Wasser für Trinkkuren entnehmen zu können. Am 28. August 1961 erteilte die Oberösterreichische Landesregierung mit dem Bescheid „SanRL-44/14-1961“ die Bewilligung zur Errichtung einer Moor- und Kaltwasser-Kuranstalt.

### Inbetriebnahme
Das Kurhaus Bad Leonfelden wurde am 15. Juli 1962 feierlich als „Moor- und Kneippkuranstalt Bad Leonfelden“ eröffnet. Ursprünglich waren nur Unterkünfte für 17 Personen geplant gewesen. Mit einem dritten Stockwerk, in dem auch eine verglaste Liegeterrasse und ein ruhiger Aufenthaltsraum mit Bibliothek eingerichtet wurden, konnten nun insgesamt 40 Kurgäste untergebracht werden. Außerhalb der Anlage übernachteten weitere Kurgäste in Hotel-, Gasthaus· und Privatquartieren.

### Erweiterungen
1969/70 wurde ein neuer Bettentrakt für 62 Personen nach Plänen des Architekten Artur Perotti errichtet. 1978 wurde der nächste Erweiterungsbau in Betrieb genommen.
2017/18 wurde das Kurhotel mit einem großzügig verglasten Verbindungsbau versehen und zum Vortuna-Reha- und Kurhotel umgebaut.

## Beschreibung
Zwischen einem etwa 85 Meter langen, rechteckigen, fünfgeschoßigen und einem kürzeren, etwa 35 Meter langen Flügel erstreckt sich seit 2017/18 ein großzügig verglaster Verbindungsbau, der nach Plänen des Architekturbüros Kaufmann Haas & Partner errichtet wurde.